# Молвер, Нильс Петтер
Нильс Петтер Молвер (норв. Nils Petter Molvær; 18 сентября 1960) — норвежский джазовый трубач и композитор. На афишах и альбомах часто упоминается по инициалам - NPM. Считается одним из пионеров скандинавского ню-джаза.  Является обладателем нескольких престижных музыкальных премий Норвегии. Известен также музыкой к фильмам и театральным постановкам.

## Биография
Нильс Петтер Молвер родился в 1960 году в городе Лангеваг, административном центре коммуны Сула, входящей в состав норвежской губернии Мёре-ог-Ромсдал. Когда ему было 19 лет, он переехал в Тронхейм, где обучался в Норвежском университете естественных и технических наук на отделении джаза. В 1982 году он завершил обучение и начал играть в различных музыкальных проектах. Работал в составе коллективов Jazzpunkensemblet и Masqualero, в котором также участвовали Арильд Андерсен и Йон Кристенсен. Группа Masqualero выпустила несколько альбомов на ECM Records. С этой звукозаписывающей компанией музыкант впоследствии много лет сотрудничал и в качестве сольного артиста. Там же в 1997 году вышел первый сольный альбом Молвера – Khmer, в котором автор соединил джаз, хип-хоп, эмбиент и брейкбит. Под маркой ECM был издан и второй сольный альбом трубача – Solid Ether. После выхода этой пластинки Молвер покинул студию. Следующие записи выпускались преимущественно на лейбле Universal Music Group.

## Творчество
Европейские поклонники джаза заметили музыканта сразу после выхода его первого сольного альбома – Khmer. Положительные рецензии на пластинку вышли во многих музыкальных изданиях. В год выпуска альбома Молверу вручили одну из самых престижных музыкальных премий Норвегии – Spellemannprisen, которую часто называют норвежской версией премии Грэмми.  Впоследствии он удостаивался этой награды ещё дважды. Однако всего за свою музыкальную карьеру он получал Spellemannprisen пять раз: первые две награды он получил в составе группы Masqualero (команда была награждена трижды, но во время первой церемонии, в 1983 году, Молвер ещё не успел влиться в коллектив, и не участвовал в записи первого альбома). Некоторые критики отмечают, что большую роль в судьбе Молвера сыграл продюсер ECM Records Манфред Айхер, который благосклонно отнёсся к сольным экспериментам музыканта. Айхер заметил в работах Молвера главное, на что всегда обращали внимание в ECM Records при выборе артистов, - в его музыке сразу угадывается северная тоска, медитативное отношение к звукам, минимализм.
Музыку Молвера можно услышать и во многих художественных и документальных фильмах и театральных постановках: (фильмах «Эди», «Девушка из Стратосферы», спектакле «Привидения» по одноименной пьесе Генрика Ибсена).  Он сотрудничал с режиссёрами Стигом Андерсеном, Петтером Нассом, Юлией Ивановой и другими. Избранные работы, прозвучавшие в кино, вышли отдельным альбомом 2008 года Re-Vision, где Молвер исполнил не только партии на трубе, но и на дудуке. Специально к культурной программе Олимпийских игр в Афинах 2004 года вместе с Арильдом Андерсеном он написал музыку к драме Софокла «Электра».

## Концертная деятельность
Молвер много выступает на различных музыкальных площадках, слушатели ценят его концерты за яркую импровизацию и всегда неповторимое звучание. Его выступления регулярно проводятся в России и других странах бывшего СССР (выступал на фестивале «Джаз Коктебель», играл в Запорожье, Москве, Санкт-Петербурге). Вместе с ним в одной сессии часто играют такие музыканты, как Эйвинд Орсет (его гитара звучит в альбомах Khmer, Solid Ether, Hamada), Билл Ласвелл и Закир Хуссейн (Молвер играет в совместном с ними проекте Tabla Beat Science), Эрланд Дален (барабанщик группы Madrugada), Стиан Вестерхус (бывший участник группы Jaga Jazzist) и многие другие.

## Награды

### В составе Masqualero
- 1986, 1991: Spellemannprisen.

### В качестве сольного артиста
- 1996: премия джазового фестиваля в Конгсберге[англ.];
- 1997: победа в свободной номинации премии Spellemannprisen;
- 1998: премия Gammleng[англ.] в номинации «Джаз»;
- 2001: главный приз в свободной номинации премии Spellemannprisen;
- 2003: премия Buddyprisen;
- 2005: ещё одна победа в свободной номинации премии Spellemannprisen.

## Дискография

### В составе проектаMasqualero
- 1985: Bande A Part
- 1987: Aero
- 1990: Re-Enter

### Сольные работы

#### Официальные альбомы
- 1997: Khmer (ECM Records)
- 2000: Solid Ether (при участии Сидсель Эндресен) (ECM Records)
- 2002: NP3 (Universal Music Group)
- 2005: Er (Universal Music Group)
- 2005: Edy (музыка к фильму)
- 2008: Re-Vision (Universal Music Group)
- 2009: Hamada[9] (Sula Records)
- 2011: Baboon Moon
- 2014: Switch
- 2016: Buoyancy

#### Переиздания, компиляции, ремиксы
- 2001: Recoloured
- 2004: Streamer
- 2005: Remakes
- 2005: An American Compilation

### Совместные альбомы
- 1990: So I Write, совместно с Сидсель Эндресен
- 1990: Nonsentration, совместно с Йоном Бальком
- 1993: Exile, совместно с Сидсель Эндресен
- 1994: Small Labyrinths, совместно с Мэрилин Мазур
- 1995: Hastening Westward, с Робином Шульковским
- 1998: Electronique Noire, при участии Jazzland, EmArcy и Эйвинда Орсета
- 2001: Radioaxiom, с Биллом Ласвеллом
- 2003: Electra, совместно с Арильдом Андерсеном
- 2004: Seafarer's Song, с Кетилем Бьёрнстадом
- 2007: A Pure Land, совместно с Sienna
- 2007: Ataraxis, совместно с Deeyah
- 2008: Dome, с Йохансом Эндерсом
- 2008: Corps Electriques, с Эктором Зазу
- 2012: Manu Katche, с Ману Кейч
- 2013: 1/1, совместно с Морицем фон Освальдом
- 2019: Hyperuranion, совместно с Chat Noir